# Philippe Dumarçay
Philippe Dumarçay, né le 26 octobre 1932 à Beyrouth (Liban) et mort le 1er mars 2001 à Fontainebleau, est un scénariste français. Il est Régent du Collège de 'Pataphysique de la chaire d'Omphalologie.

## Filmographie
- 1961 : La Fille aux yeux d'or de Jean-Gabriel Albicocco avec Marie Laforêt
- 1968 : L'Écume des jours de Charles Belmont avec Jacques Perrin
- 1969 : Tendres Chasseurs de Ruy Guerra
- 1970 : Le Cœur fou de Jean-Gabriel Albicocco
- 1970 : Mont-Dragon de Jean Valère
- 1971 : Faire l'amour : De la pilule à l'ordinateur (film à sketches)
- 1972 : Le Bar de la fourche d'Alain Levent
- 1974 : Les Valseuses de Bertrand Blier
- 1976 : Calmos de Bertrand Blier avec Jean-Pierre Marielle
- 1977 : La nuit, tous les chats sont gris de Gérard Zingg
- 1979 : Rue du Pied de Grue de Jean-Jacques Grand-Jouan
- 1980 : Chère Olga de Philippe Condroyer (TV)
- 1983 : Debout les crabes, la mer monte ! de Jean-Jacques Grand-Jouan avec Martin Lamotte